# Cartago (Costa Rica)
 Cartago es la capital y centro administrativo contemporáneo del Cantón de Cartago, en la Provincia de Cartago de Costa Rica. Se compone de los distritos Oriental y Occidental del cantón.
Históricamente fue la primera ciudad capital de Costa Rica, durante el periodo virreinal, desde 1563 hasta 1824, al ser la residencia de los gobernadores españoles desde su fundación, hasta la independencia de las provincias centroamericanas en 1821 y la sede de las primeras juntas de gobierno de Costa Rica después de la emancipación.

## Toponimia
Nombrado así al referirse a la antigua ciudad al norte de África del mismo nombre, Cartago, del Estado púnico.
La ciudad tiene dos apodos, "la Vieja Metrópoli", en referencia a la época durante la cual fungió como capital de Costa Rica, y "la ciudad de las Brumas", en referencia a la niebla que se desarrolla en la zona durante la mayor parte del año.

## Historia
La ciudad de Cartago fue fundada en 1563 por el conquistador español Juan Vázquez de Coronado quién en un comunicado a S.M. el rey Felipe II se decía que:

Tracé una ciudad en aquel valle, en un asiento junto a dos ríos. Tiene el valle tres leguas y media en largo y media en ancho; tiene muchas tierras para trigo y maíz; tiene el temple de Valladolid, buen suelo y cielo. Nombré a la ciudad Cartago, por llamarse esta provincia de este nombre.

La selección del Valle del Guarco, para el primer emplazamiento de españoles, fue su parecido al valle de Valladolid en España. Su primer emplazamiento estuvo en la confluencia de los ríos Purires y Coris, en las vecindades de la actual población de Sabana Grande y Purires (Barrancas), del distrito del Tejar. Su nombre original fue Santiago de Cartago, ya que su iglesia parroquial fue dedicada a Santiago Apóstol, aunque ese nombre solamente parece en algunos aislados documentos de la época de la dominación española. En 1572 el gobernador Pero Afán de Ribera y Gómez la trasladó a un sitio llamado Matarredonda, al parecer donde hoy se encuentra la ciudad de San José o que aparentemente se hallaba en la confluencia de los ríos Tiribí y Damas. Durante la administración del gobernador interino Alonso Anguciana de Gamboa (1574-1577) fue trasladada a su tercer y definitivo emplazamiento. El primer emplazamiento cerca del rio Purires fue conocido como "La ciudad del Barro" por sus constantes inundaciones.
El Ayuntamiento de Cartago empezó a funcionar prácticamente con la fundación de la ciudad en 1563, por ende es el ayuntamiento más antiguo de Costa Rica y constituyó el Gobierno de Costa Rica, por ser Cartago la capital de la Gobernación de Nueva Cartago y Costa Rica. Posteriormente en 1813, de acuerdo a la constitución promulgada en Cádiz, España, en 1812, pasó a ser de elección popular. En ese año fue integrado por los señores Joaquín de Oreamuno y Muñoz de la Trinidad, José Antonio García, Simón Masís, José Manuel Alvarado, Martín Zeledón, Nicolás Carazo y Manuel Ruiz.
Desde su fundación hasta la separación de Costa Rica de España en 1821 fue la residencia de los gobernadores y de las principales autoridades, así como de las familias más acaudaladas e influyentes. Sin embargo, su escaso desarrollo social y económico durante la dominación española, y los continuos desastres naturales (terremotos e inundaciones), hacen que quede poco o nada de sus antiguas raíces históricas.
En el Pacto Social Fundamental de 1821 o Pacto de Concordia, se decidió que la sede de las supremas autoridades de Costa Rica rotara entre las principales poblaciones, por lo cual a principios de 1822 el gobierno se trasladó a San José y después a Alajuela, para regresar a Cartago a fines de ese mismo año. En el primer Estatuto Político, emitido en marzo de 1823, se decidió fijar nuevamente en Cartago la residencia del gobierno, pero en mayo de 1823 el segundo Estatuto Político estableció la capital en la ciudad de San José.
En el primer Estatuto Político de 1823 se dispuso que Cartago volviese a ser la capital, pero casi enseguida, ocurrió la primera guerra civil del estado entre republicanos e imperialistas. El triunfo de la coalición formada por las ciudades de Alajuela y San José trajo como consecuencia el que el líder republicano Gregorio José Ramírez fungiera como dictador por pocos días; y la capital fuese trasladada a San José, la cual era una ciudad de mayor tamaño y más desarrollada debido al cultivo del tabaco, ubicada más al norte en el Valle Central.
Posteriormente, con el establecimiento de la Primera República, Cartago fue establecido como cantón mediante la ley N.º 36, artículo 6 del 7 de diciembre de 1848, es el cantón número uno y central de la Provincia de Cartago, cuyos distritos son: Oriental, Occidental, El Carmen, San Nicolás, San Francisco, Guadalupe, Corralillo, Tierra Blanca, Dulce Nombre, Llano Grande y Quebradilla.
Cartago, que fue gravemente dañada en 1822 por el llamado terremoto de San Estanislao, fue destruida el 2 de septiembre de 1841 por el llamado terremoto de San Antolín, que prácticamente la dejó arrasada, un total de 38 defunciones, 16 de ellas ocurridas en la ciudad de Cartago. Un nuevo sismo, el terremoto de Santa Mónica, ocurrido el 4 de mayo de 1910, volvió a destruirla por completo y causó centenares de víctimas mortales y numerosos heridos.
Actualmente son casi nulos los vestigios de la ciudad Colonial por los múltiples terremotos que la destruyeron, lo que hace a Cartago una moderna ciudad, con algunos edificios patrimoniales que identifican.
En 1867 se establecieron las Ordenanzas Municipales que definían las funciones municipales en todo el país. Esta legislación fue objeto de gran cantidad de modificaciones a lo largo del siglo XX, hasta que en 1998, se estableció un nuevo Código Municipal, el cual está vigente actualmente.
Tras el terremoto de 1910, durante el proceso de reconstrucción de la ciudad, se aprovechó la oportunidad para ampliar el derecho de vía y ensanchar sus calles y avenidas. Esta característica urbanística la distingue de otras ciudades principales del Valle Central.
La ciudad es conocida como "La Ciudad de las Brumas", debido a la frecuente presencia de neblina en días fríos y nublados. También se le denomina "La Vieja Metrópoli", por ser la ciudad más antigua del país y la primera capital de Costa Rica.

### Corte internacional
Cartago también fue sede de la primera Corte internacional permanente de la historia mundial, la Corte de Justicia Centroamericana. En el cuadrante donde actualmente se encuentra el Colegio San Luis Gonzaga. La ciudad fue sede de la Corte de Cartago o Corte de Justicia Centroamericana, primer tribunal permanente de Derecho Internacional y primer tribunal internacional de Derechos Humanos de la historia mundial. La Corte, inaugurada en 1908, se trasladó a San José en 1911, como consecuencia del terremoto de Santa Mónica de 1910.

### Hitos
El siguiente listado muestra los eventos históricos más relevantes para la Ciudad de Cartago luego de haber declarado la independencia a España en el año 1821.
- 1823: Se emite el Segundo Estatuto Político. Cartago deja de ser la capital.
- 1835: Segunda guerra civil. Tropas cartaginesas son derrotadas en Cuesta de Moras, Curridabat y Ochomogo.
- 1841: Terremoto muy fuerte destruye la ciudad.
- 1842: Se funda el Colegio de San Luis Gonzaga. Es jefe de Estado Francisco Morazán.
- 1848: Se funda la Primera República de Costa Rica. Ese mismo año se establece la división por cantones y distritos.
- 1856: Campaña nacional contra los filibusteros. Destacan el Teniente Luis Pacheco Bertora y la Heroína Pancha Carrasco. Se yergue la figura del héroe nacional Juan Santamaría.
- 1869: Se inician las lecciones en el San Luis Gonzaga. Decano de los colegios.
- 1870: Se inicia la construcción de un nuevo templo dedicado a Santiago Apóstol.
- 1875: Se funda el primer diario de Costa Rica: El Telégrafo.
- 1906: Se funda el Club Sport Cartaginés.
- 1908: Se instala en la Ciudad de Cartago la Corte de Justicia Centroamericana.
- 1910: Violento terremoto destruye una vez más la ciudad.
- 1948: Ejército de Liberación Nacional liderado por Don José Figueres Ferrer toma el cuartel de la ciudad. Se otorga el título de "Benemérita Ciudad" por su heroica participación en la Guerra Civil.
- 1962: Después de una jornada popular se funda la Junta Administrativa de Electricidad.
- 1963: Última erupción del Irazú y con ella el desbordamiento del río Reventado que causa serios daños en la ciudad.
- 1971: Se funda el Instituto Tecnológico de Costa Rica en las afueras de la ciudad, en el distrito de Dulce Nombre.
- 1985: Cartago sede de los IX Juegos Deportivos Nacionales. Declarada mejor organización del año. Su delegación triunfó, como lo ha hecho en nueve de quince oportunidades.
- 1995: Se declara a Francisca "Pancha" Carrasco, oriunda de Cartago, Heroína Nacional por su gesta de 1856 contra los filibusteros.
- 2022:Cartago gana la copa de un campeonato después de más de 80 años

### Escudo de armas

Escudo Oficial de Cartago

Fue agraciada por S.M. el rey Felipe II de España con un escudo de armas en 1565, y las Cortes de Cádiz le otorgaron e 1814 el tratamiento de Muy Noble y Muy Leal por su fidelidad al rey Fernando VII.
Por real cédula del 17 de agosto de 1565, S.M. Felipe II, Rey de España, le otorgó a la Ciudad de Cartago un Escudo de Armas, cuyas características están descritas en el siguiente texto del documento de otorgamiento:
Mandato del Rey de España:

Don Felipe etc. Por cuanto el Capitán Diego Caro de Mesa, procurador general de la Provincia de Cartago y Costa Rica, en nombre del Consejo, Justicia y Regimiento de la Ciudad de Cartago, que es en la dicha provincia, me ha hecho relación que los vecinos e moradores de la dicha ciudad nos habían servido bien y lealmente en el descubrimiento y población de dicha provincia hasta la haber hallado e puesto en quietud e sociego (...) della en lo que había gastado mucha cantidad de pesos oro de sus propias haciendas, sin les haber hecho gratificación alguna, suplicándome en el ddicho nombre que, atento a lo susodicho, e porque de sus servicios quedase pérpetua memoria, mandásemos dar por armas a la dicha ciudad un escudo partido en dos partes: que en la primera parte alta esté un león rampante puesto en salto, en campo colorado, con una corona en la cabeza e con tres barras de sangre; y en la otra parte baja esté un castillo de oro en campo azul; y por orla del dicho escudo seis águilas negras en campo de plata, e por divisa una corona grande de oro con un letrero que diga: FIDE ET PACE, o como la mi merced fuese et. E yo, acatando lo susodicho y teniendo concideración a los servicios que la dicha ciudad e vecinos nos han hecho y los que esperamos que nos harán de aquí adelante, e porque dellos quede pérpetua memoria, tovimos por bien de le mandar dar las dichas armas de que uso se hace mención en un escudo a tal como este, etc. Dada en el Bosque de Segovia a 14 de agosto de 1565. Yo el REY

El 4 de octubre del año 1988 es publicado en el Diario Oficial La Gaceta (N. 188) el Decreto número 18.457-G donde se oficializa el escudo descrito en el párrafo anterior, esto porque se había dado una proliferación de escudos que causaba confusión en la población.

## Ubicación

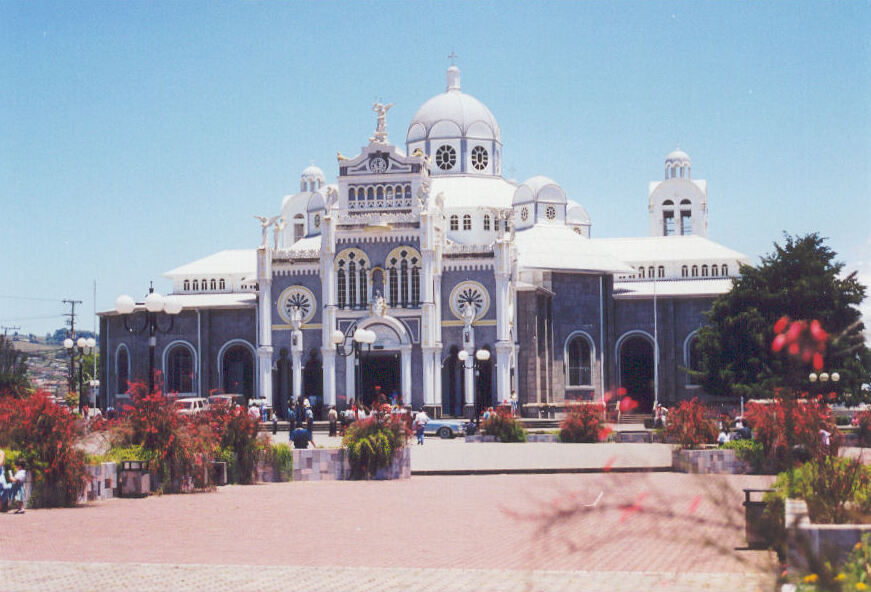
Basílica de Nuestra Señora de los Ángeles in Cartago, Costa Rica

Se encuentra localizada en el Valle de El Guarco, en la región central de Costa Rica. A una altitud de 1435 m sobre el nivel del mar, en las faldas del Volcán Irazú, a 24 km al sureste de la ciudad capital de San José.
El casco central de la ciudad cuenta con 26 calles y 22 avenidas comprendidas entre el Cementerio General y Barrio los Ángeles en sentido este-oeste y desde la carretera al volcán Irazú en el Carmen hasta el Plantel Municipal en sentido norte-sur. Los distritos centrales son Oriental y Occidental. Se caracteriza por sus largas y amplias avenidas principales, de más de 3 km de longitud.
Allí se concentra la mayor parte de los comercios, la municipalidad, las Ruinas de Santiago Apóstol, la Basílica de Nuestra Señora de los Ángeles, el Colegio de San Luis Gonzaga, el Estadio Fello Meza, El Polideportivo y el Museo de Cartago.

## Clima
Tropical húmedo, modificado por la altura y por la presencia de las montañas. El clima de la ciudad es muy fresco, y muy distinto al de las otras ciudades de la Gran Área Metropolitana. En general se cataloga al clima de Cartago como frío, en la ciudad es frecuente que pase nublada, de ahí el sobrenombre de "la Ciudad de las Brumas".
| Parámetros climáticos promedio de Cartago | Parámetros climáticos promedio de Cartago | Parámetros climáticos promedio de Cartago | Parámetros climáticos promedio de Cartago | Parámetros climáticos promedio de Cartago | Parámetros climáticos promedio de Cartago | Parámetros climáticos promedio de Cartago | Parámetros climáticos promedio de Cartago | Parámetros climáticos promedio de Cartago | Parámetros climáticos promedio de Cartago | Parámetros climáticos promedio de Cartago | Parámetros climáticos promedio de Cartago | Parámetros climáticos promedio de Cartago | Parámetros climáticos promedio de Cartago |
| Mes                                       | Ene.                                      | Feb.                                      | Mar.                                      | Abr.                                      | May.                                      | Jun.                                      | Jul.                                      | Ago.                                      | Sep.                                      | Oct.                                      | Nov.                                      | Dic.                                      | Anual                                     |
| ----------------------------------------- | ----------------------------------------- | ----------------------------------------- | ----------------------------------------- | ----------------------------------------- | ----------------------------------------- | ----------------------------------------- | ----------------------------------------- | ----------------------------------------- | ----------------------------------------- | ----------------------------------------- | ----------------------------------------- | ----------------------------------------- | ----------------------------------------- |
| Temp. máx. media (°C)                     | 24.0                                      | 25.2                                      | 26.1                                      | 26.3                                      | 26.5                                      | 26.1                                      | 25.4                                      | 25.7                                      | 25.9                                      | 25.6                                      | 24.9                                      | 24.1                                      | 25.5                                      |
| Temp. mín. media (°C)                     | 11.1                                      | 10.8                                      | 11.7                                      | 12.3                                      | 14.1                                      | 14.6                                      | 13.8                                      | 14.3                                      | 14.4                                      | 14.4                                      | 12.8                                      | 11.6                                      | 13                                        |
| Precipitación total (mm)                  | 123.1                                     | 90.3                                      | 61.1                                      | 72                                        | 137.1                                     | 127.7                                     | 111.5                                     | 103.4                                     | 128.6                                     | 122.9                                     | 148                                       | 177                                       | 1402.7                                    |
| Fuente: Instituto Meteorológico Nacional  |                                           |                                           |                                           |                                           |                                           |                                           |                                           |                                           |                                           |                                           |                                           |                                           |                                           |

## Demografía

### Composición étnica
Si bien en sus inicios era una ciudad de españoles, pronto contó con numerosas familias mestizas, además en las afueras de su sector occidental se formó el pueblo indígena de San Juan de Herrera de los Naboríos, y en el sector occidental un barrio de negros, mulatos y zambos conocido como la Puebla de los Pardos o la Puebla de los Ángeles, debido a que allí se halló una imagen de la Virgen de los Ángeles que lo hizo centro de peregrinaciones.

### Gentilicios
El gentilicio oficial es "cartaginés, -a", aunque de forma popular se utiliza el término "cartagos" para referirse a la población de la localidad. Debido al nombre coloquial de "ciudad de las brumas", se le ha dado origen al gentilicio popular "brumoso, -a", muy utilizado para referirse al equipo de fútbol de la ciudad y a su afición. Existe una tercera forma de nombrar a los habitantes de la ciudad de Cartago y por extensión a los habitantes de la provincia. Se les conoce como "paperos". El origen del sobrenombre está en que en la provincia uno de los principales cultivos es la papa, producción que se da en las zonas aledañas al volcán Irazú y sus alrededores.

## Cultura

### Educación
En las afueras de la ciudad, hacia el sureste, se encuentra el Tecnológico de Costa Rica con énfasis en ingenierías, ubicando en el distrito de Dulce Nombre. Las residencias estudiantiles de esta universidad se encuentran en el distrito Oriental, parte de la ciudad de Cartago.

### Deportes
El Club Sport Cartaginés tiene su sede en la ciudad, y su estadio es el Estadio José Rafael "Fello" Meza Ivancovich, o simplemente el Fello Meza, ubicado en el distrito Oriental.

## Economía

### Turismo
La más famosa celebración que tiene lugar en la ciudad de Cartago lo constituye la peregrinación a la Basílica de Nuestra Señora de los Ángeles, que se realiza la víspera del 2 de agosto de cada año. De acuerdo con la leyenda, la imagen de la Virgen se apareció a Juana Pereira, una indígena de la zona, en 1635, varias veces, por lo que se decidió construir un templo conmemorativo en el mismo lugar.
También otro lugar interesante en la ciudad son las llamadas "Ruinas", construcción de un templo románico (la parroquia dedicada a Santiago Apóstol), que fue dañada considerablemente por el terremoto de Santa Mónica, el 4 de mayo de 1910, y quedó interrumpida. Están situadas en el centro de la ciudad, con un hermoso y bien arreglado parque en su interior.

## Transporte

### Carreteras
A la ciudad le atraviesan las siguientes rutas nacionales de carretera:
- Ruta nacional 10, la cual es una radial de ingreso a la ciudad por el sector de La Lima de 6 km y un tramo de circunvalación (Boulevard del Molino) desde el sector de Guadalupe hasta Dulce Nombre (2.5 km), que conecta la carretera al Tejar con La carretera hacia Agua Caliente.
- Ruta nacional 228
- Ruta nacional 231
- Ruta nacional 233

### Ferrocarril
El Tren Interurbano administrado por el Instituto Costarricense de Ferrocarriles, atraviesa este distrito. La Estación de Cartago, ubicada en el distrito Occidental, es el principal punto de acceso por medio de ferrocarril, se cuenta con un andén en las inmediaciones de la Basílica de los Ángeles.

## Área de influencia socioeconómica
El área de influencia de la ciudad de Cartago mide alrededor de 180 km², comprende toda la población del valle del Guarco, incluye además los distritos de San Nicolás, Agua Caliente, Guadalupe y Dulce Nombre del cantón central, así como los distritos de Paraíso, Llanos de Santa Lucía, el distrito de San Rafael del cantón de Oreamuno y los distritos de El Tejar y San Isidro (parte) del cantón de El Guarco. En 2020 el área urbana de Cartago comprende una población de 315 000 habitantes. Los cuatro cantones que abarca esta mancha urbana compacta, es el segundo asentamiento urbano más grande de país y del GAM.[cita requerida]
En el Sector oeste de la ciudad se encuentra la zona industrial, una de las más grandes del país. Un conjunto industrial a lo largo de los 8 km de la Ruta Nacional 2 en la recta del Llano del Tejar, que abarca a El Tejar, Coris, Guadalupe y La Lima, con destacadas industrias del sector médico y de altas tecnologías.
Todo el sector norte, comprendido por la gran ladera del Volcán Irazú cuenta una rica historia y tradición agrícola de hortalizas, tubérculos y verduras.  Sector donde se encuentran los distritos de Llano Grande, Tierra Blanca, Cot y poblados del cantón de Oreamuno.

## Hermanamientos
- Toluca (México)[13]
- Masaya (Nicaragua)[14]
- Granada (Nicaragua)
- Zapopan (México)[15]
- Oaxaca de Juárez (México)[16]
- Coyuca de Catalán, Guerrero (México)
- Kaohsiung (Taiwán)

## Galería

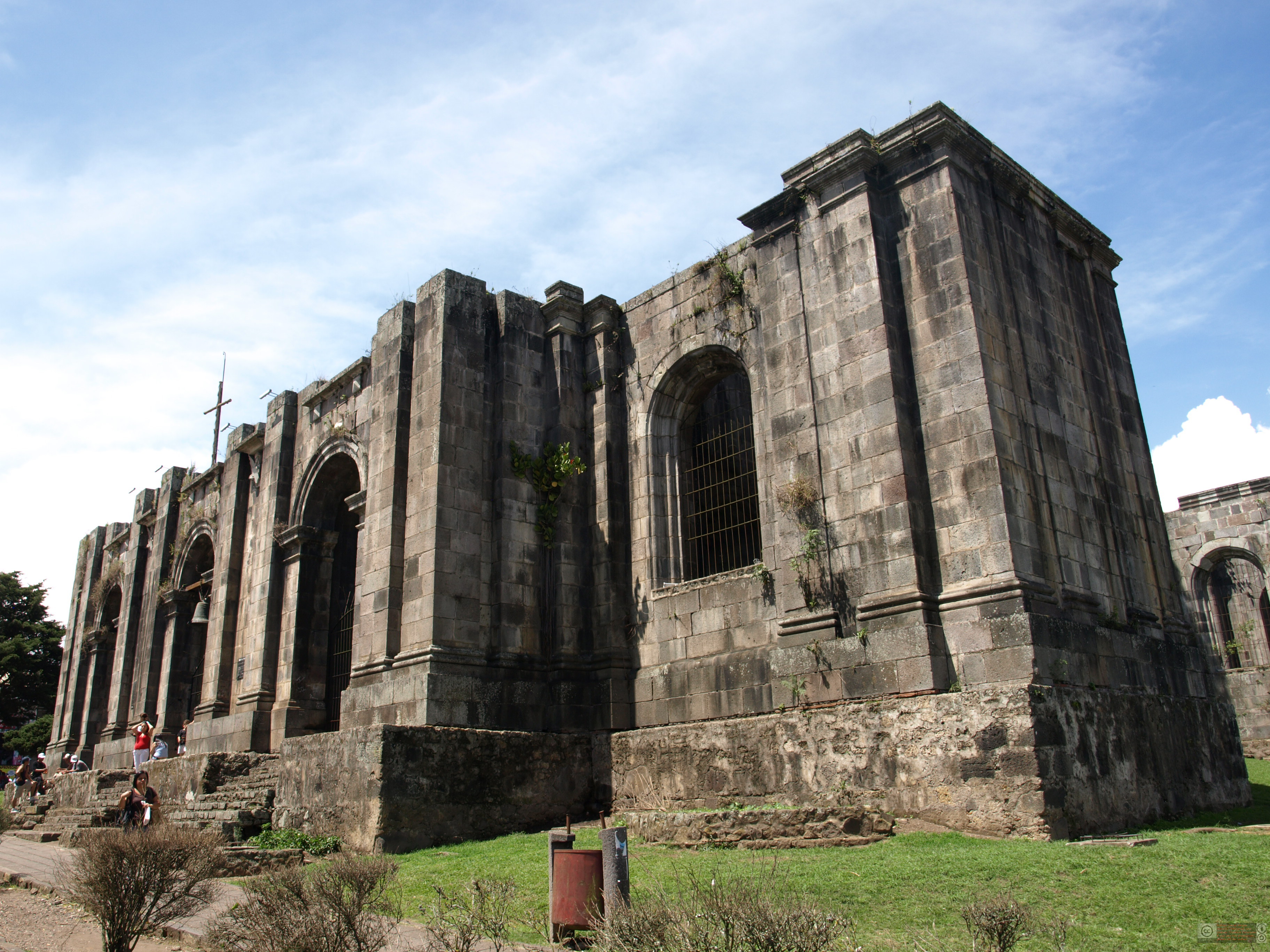
Exterior de las Ruinas de Santiago Apóstol
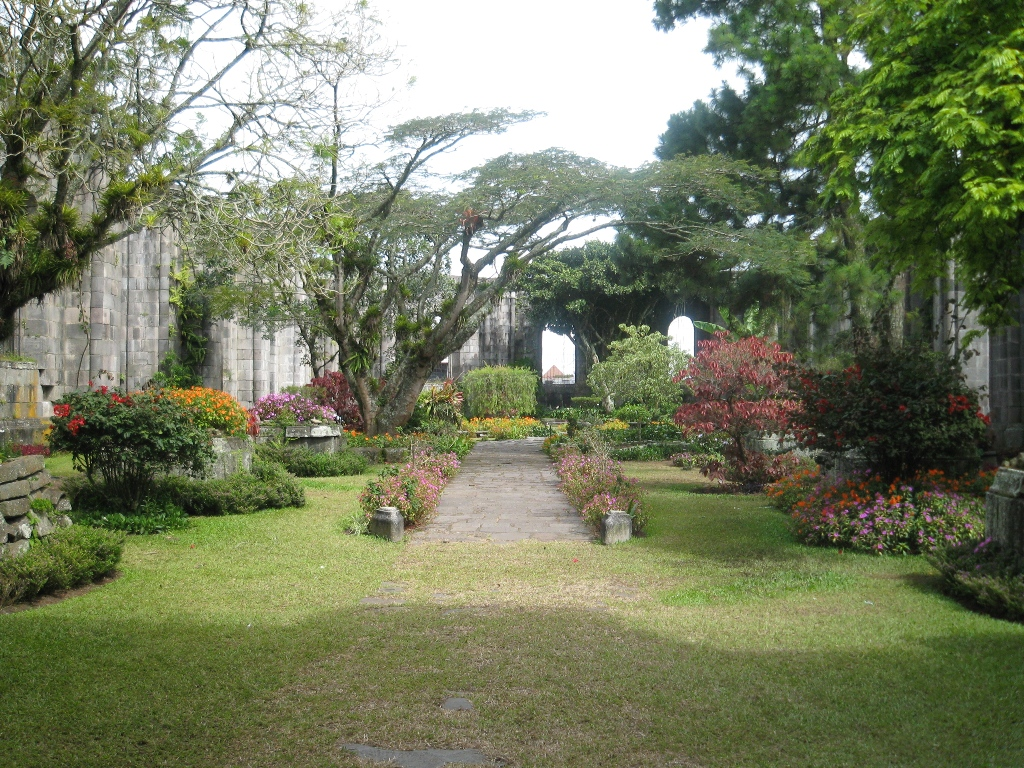
Interior de las Ruinas de Santiago Apóstol
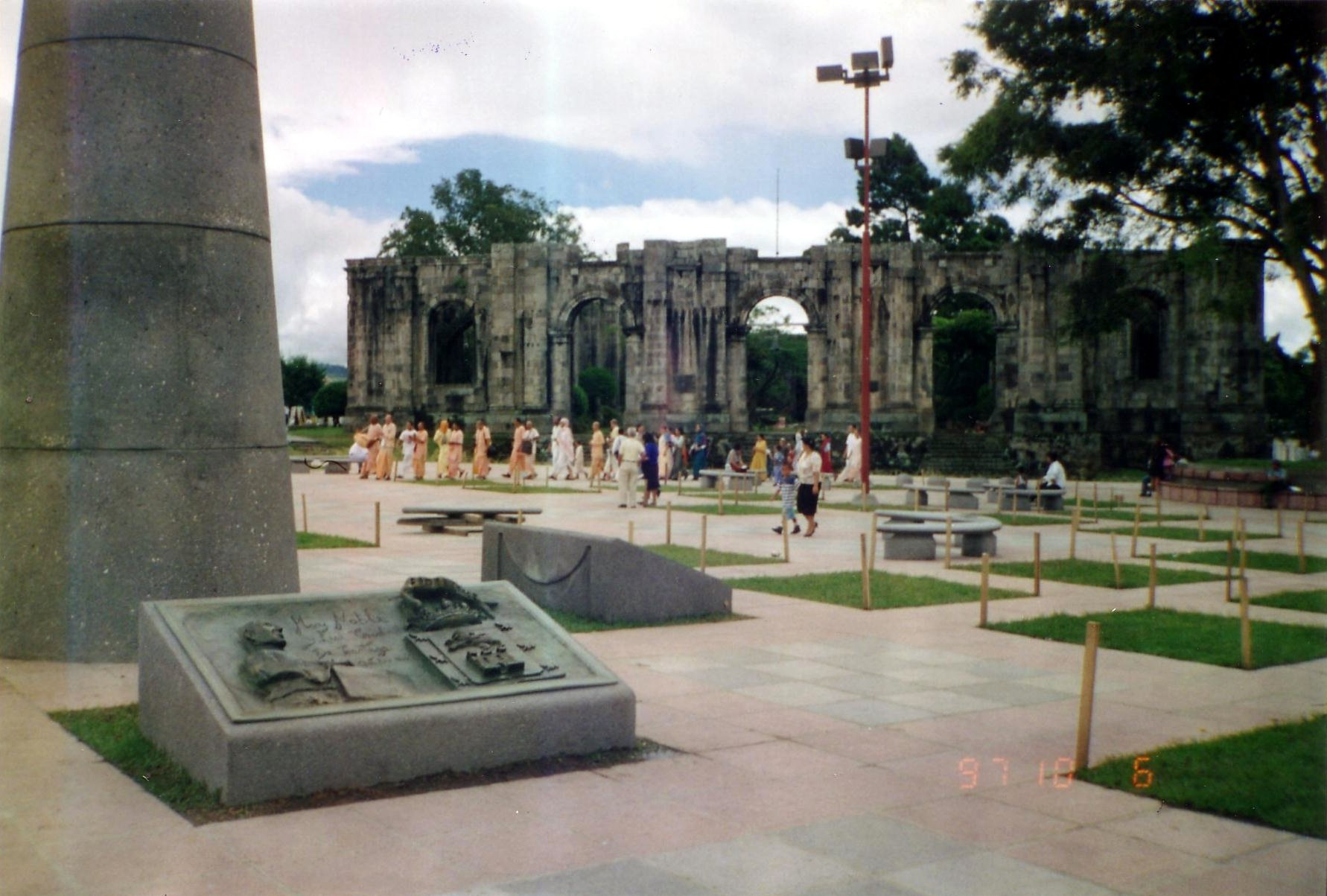
Ruinas de la antigua parroquia de Santiago Apóstol
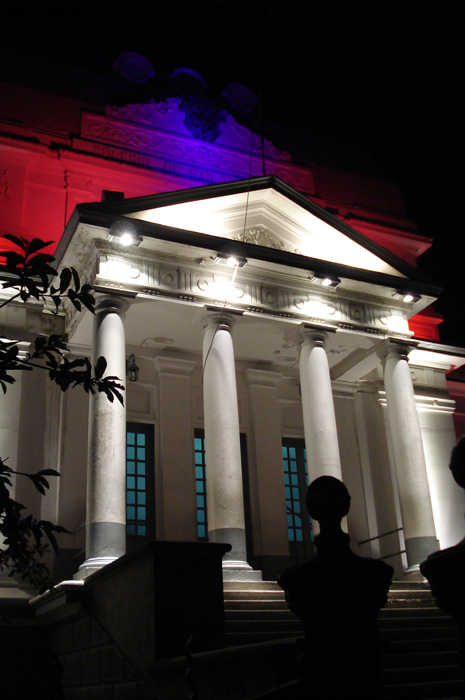
Colegio San Luis Gonzaga
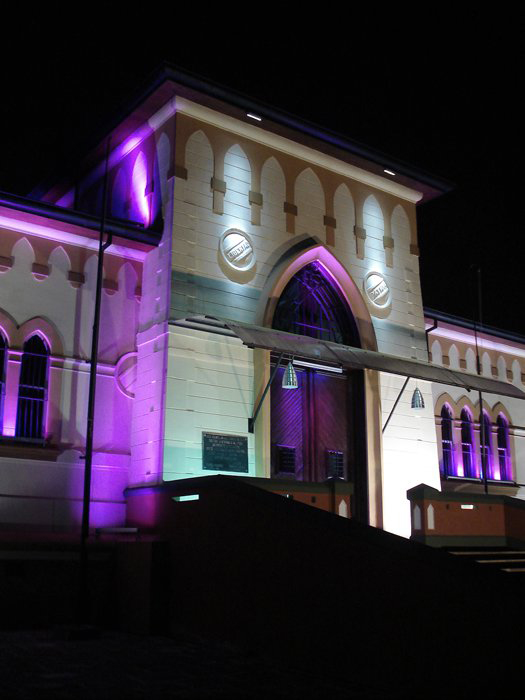
Museo Municipal de Cartago
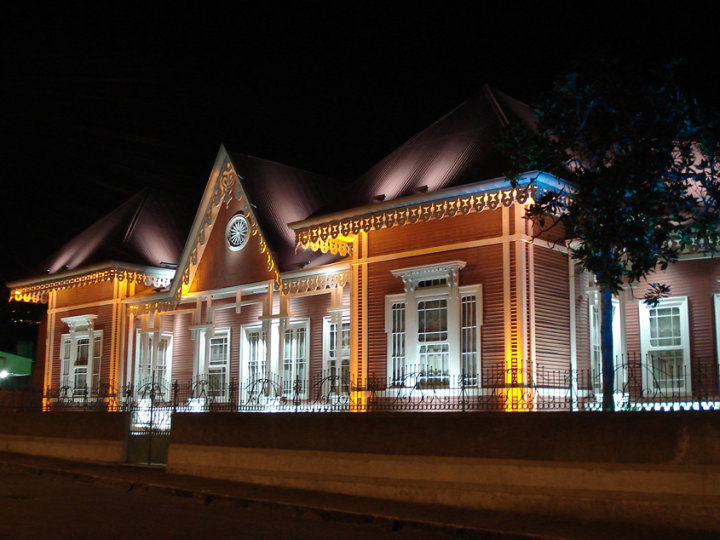
Casa Jiménez Sancho
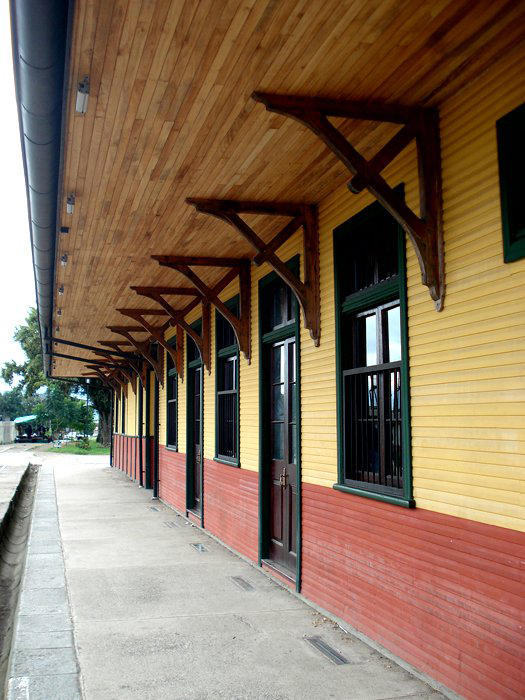
Antigua Estación del Tren de Cartago
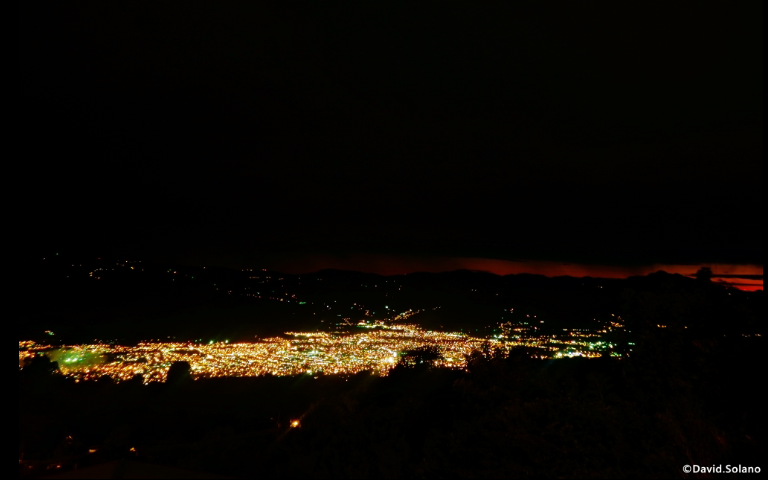
Vista de la Ciudad de Cartago desde Tierra Blanca
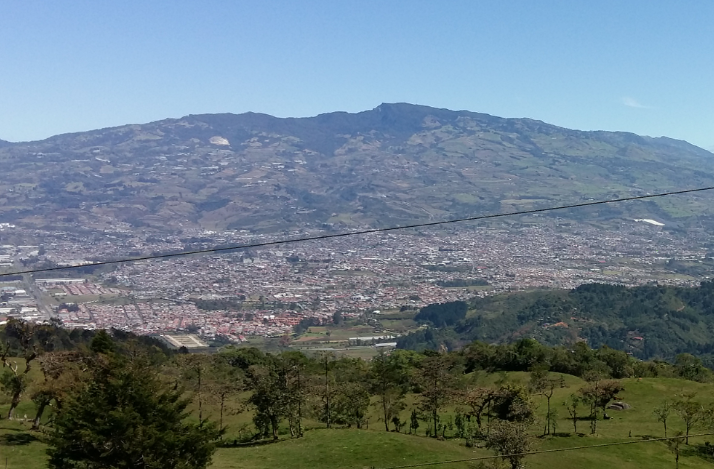
Vista de la Ciudad de Cartago desde el sector de la Cangreja, con el Volcán Irazú de fondo